# Eli Anne Linnestad
Eli Anne Linnestad, född den 27 februari 1944, är en norsk skådespelerska. Hon debuterade 1965 i Arthur Millers Häxkitteln på Fjernsynsteatret, och är sedan 1968 anställd vid Oslo Nye Teater.
Som frodig karaktärsskådespelare spelade hon tidigt i karriären kvinnor vid sidan av samhället samt komiska roller. Från slutet av 1980-talet är hon en av teaterns viktigaste krafter i en bred repertoar. Hon har bland annat spelat Titania/Hippolyta i Shakespeares En midsommarnattsdröm och den resande i Når vi døde vågner av Henrik Ibsen. 1996 hade hon framgång med soloföreställningen Bag Lady (Jean-Claude van Itallie)/Ringeren & Notre Madame (Iben Sandemose). Hon har även haft större filmroller, bland annat i Ingen roser...takk (1979), Bryllupsfesten (1989) och Budbringeren (1997).